# NGC 6845
NGC 6845 (również NGC 6845A lub PGC 63985) – galaktyka spiralna z poprzeczką (SBb), znajdująca się w gwiazdozbiorze Lunety. Odkrył ją John Herschel 7 lipca 1834 roku. Jest położona w odległości około 287 milionów lat świetlnych.
Galaktyka ta jest w trakcie kolizji z sąsiednią, mniejszą NGC 6845B (PGC 63986). Galaktyki te połączone są „mostem” z gwiazd i pyłu. W pobliżu tej pary znajdują się też dwie galaktyki soczewkowate (NGC 6845C i NGC 6845D) oraz słabo widoczna ATCA J2001.2-4659, wszystkie o podobnym przesunięciu ku czerwieni, nie wykazują one jednak żadnych oznak oddziaływania grawitacyjnego. NGC 6845 jest największą galaktyką w tej grupie.
W NGC 6845 zaobserwowano supernową SN 2008da.